# おつぼ (長崎県)
おつぼは長崎県五島列島福江島の郷土料理。ジャガイモ、切り干し大根などの野菜を炒めてから煮て、砂糖や味醂などで味付けし、花形の麩を盛り付けた精進料理である。
冠婚葬祭やお盆の集まりで振るまわれる料理である。地域によって、料理の味つけや材料の切り方が異なっている。
2022年度後期放送のNHK連続テレビ小説『舞いあがれ!』は五島列島と東大阪市を舞台としていたことから、2023年には東大阪市の市立小学校の学校給食としておつぼが提供された。